# Jan Broda
Jan Broda (30. ledna 1911, Drahomyšl – 6. ledna 2007, Skočov) byl polský učitel, spisovatel, bibliofil a popularizátor dějin Těšínska.
Roku 1978 byla vydána jeho historická studie „Dzieje parafii diecezji cieszyńskiej”, týkající se dějin evangelických farností na Těšínsku. V roce 1980 mu vyšla folklórně laděná sbírka „O czarownicach, utopcach i nocnicach”.